# Équipe cycliste AG Insurance-Soudal
L'équipe cycliste AG Insurance-Soudal est une équipe cycliste féminine belgo-néerlandaise. Elle devient continentale en 2020 puis WorldTeam en 2024.
Elle fait partie de la même structure qui gère les équipes masculines Soudal Quick-Step et Soudal Quick-Step Devo. Depuis 2023, l'équipe AG Insurance-Soudal U23 lui sert d'équipe de développement.

## Histoire de l'équipe

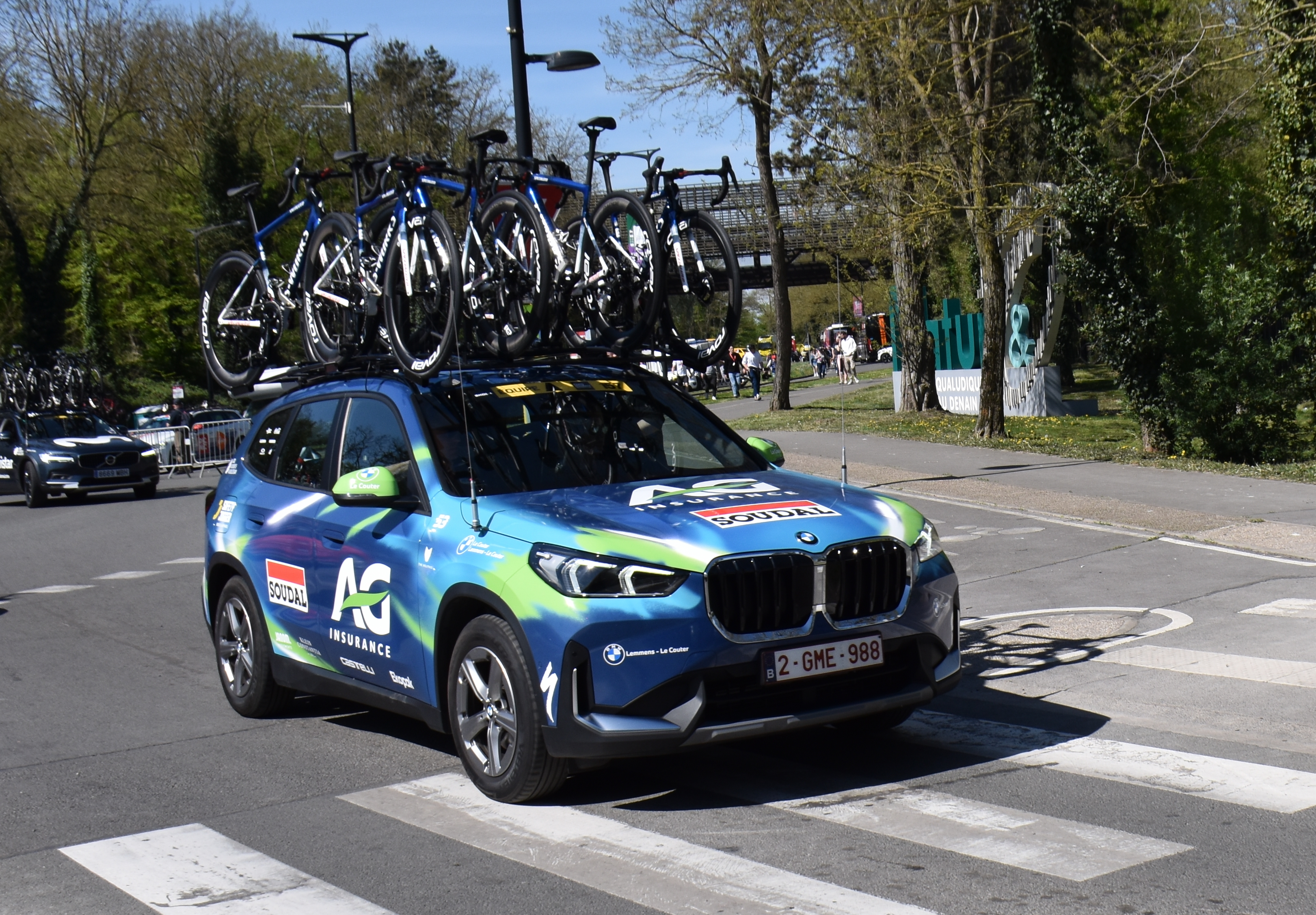
Véhicule AG Insurance Soudal Team 2025.

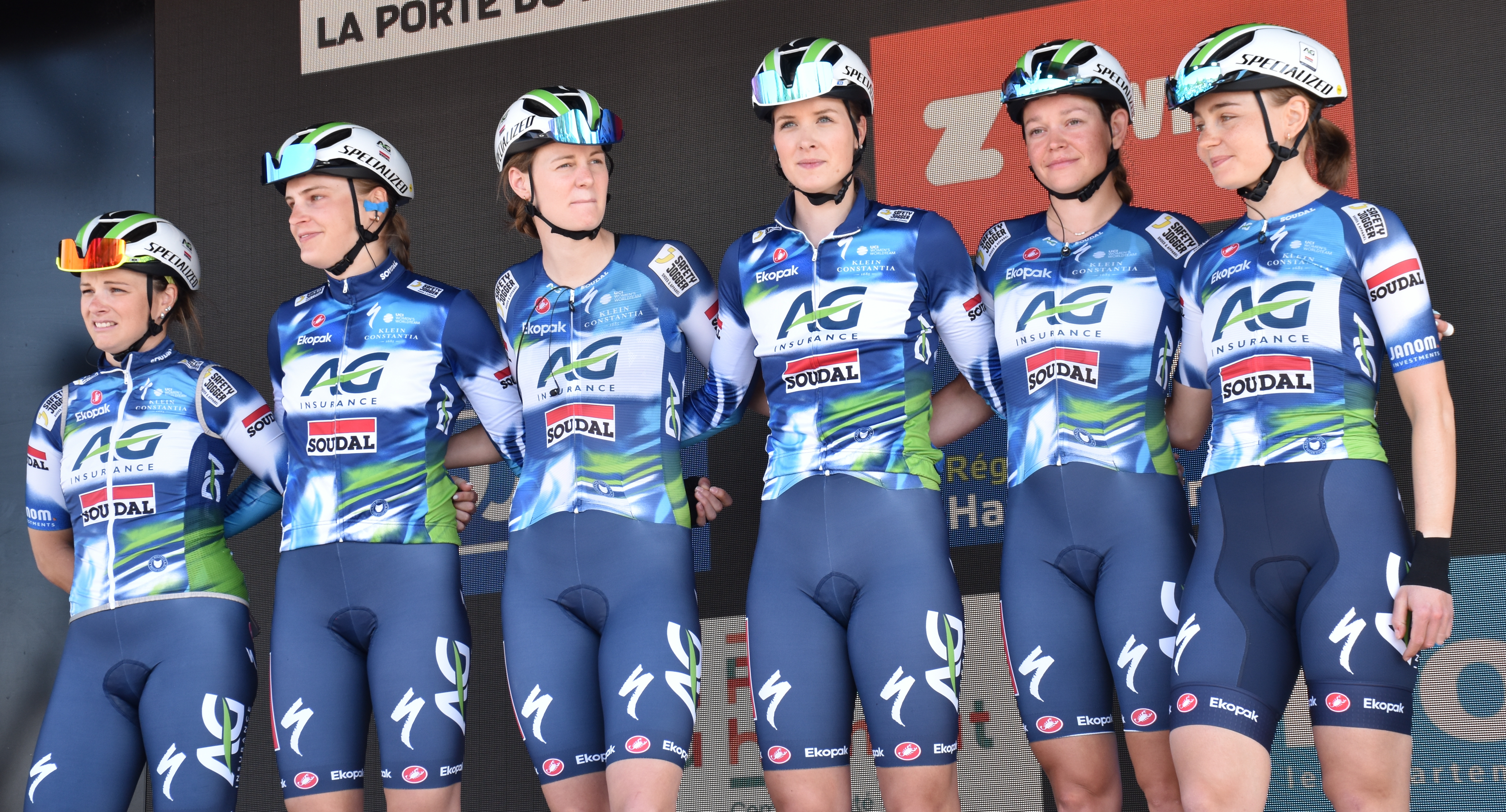
Paris-Roubaix 2025 - Présentation.

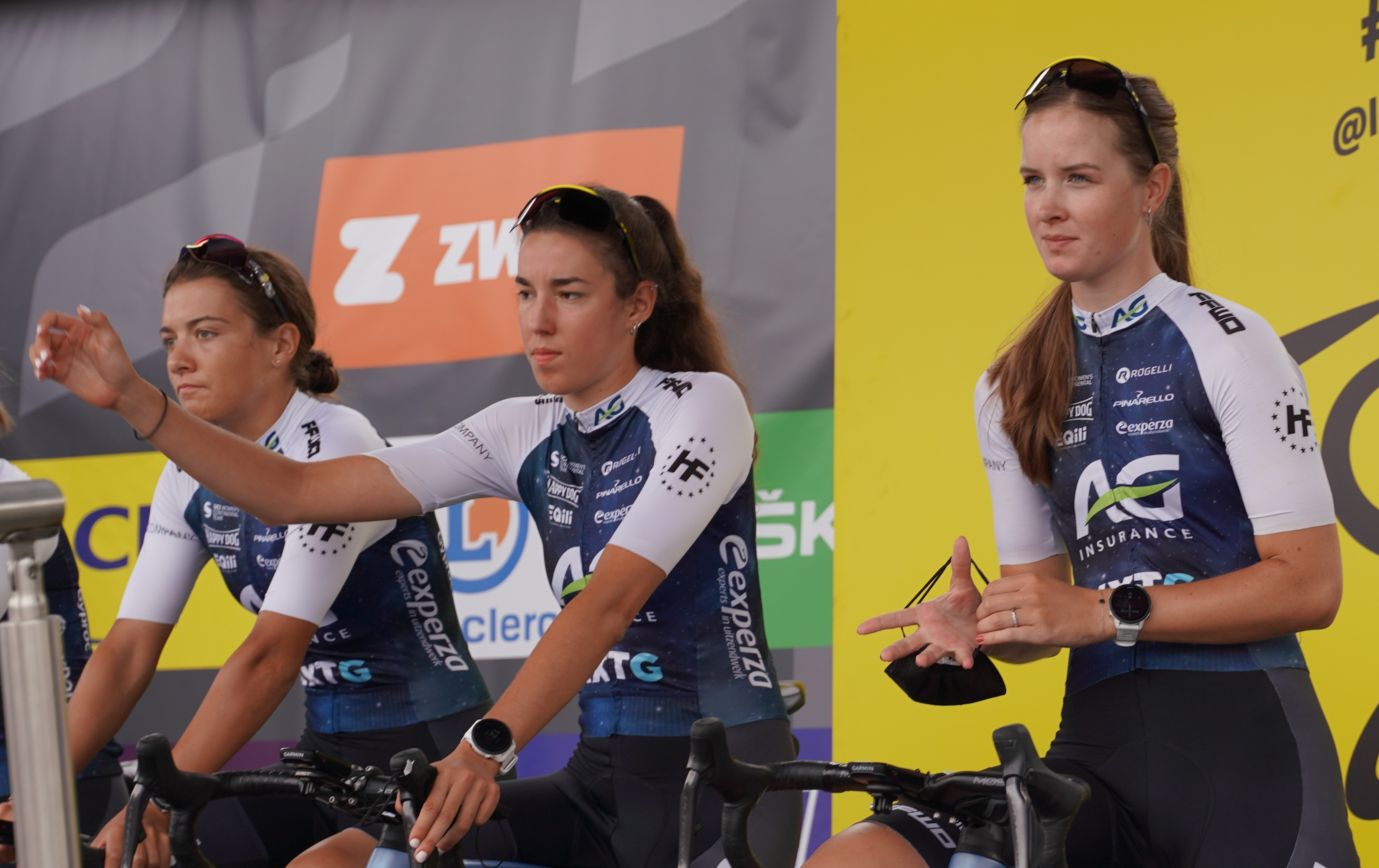
Lors de la 3e étape du Tour de France Femmes 2022.

L'équipe est créée pour la saison 2019 sous le nom  Rogelli-Gyproc fondée par l'ancienne cycliste professionnelle Natascha den Ouden. La formation ne participe qu'aux compétitions junior et espoir. Pour cette première saison, l'équipe compte dans ses rangs Britt Knaven, l'aînée des quatre filles de Natascha den Ouden et Servais Knaven, son époux.
Lors de la saison 2020, l'équipe est renommée NXTG Racing et continue son orientation junior et espoir. Tout comme pour la saison suivante. 
A la fin de cette saison 2021, Patrick Lefevere, via sa socié Experza, exprime sa volonté de soutenir une équipe féminine et de la rapproche de sa structure  Deceuninck-Quick Step. 
Cette saison 2022 est marquée, notamment, par une participation au 1er Tour de France Femmes.
En 2023, l'équipe change de statut et confirme son rapprochement avec l'équipe masculine, en partageant le sponsoring de Quick-Step et Soudal. Sous le nom AG Insurance-Soudal Quick Step, l'équipe intègre pour la première fois des coureuses senior, et vise une rapide intégration dans le World Tour, la première division internationale. Deux nouvelles structures, AG Insurance-NXTG Racing U19 et U23, sont créées pour les juniors et les espoirs.
Nouveau changement d'envergure en 2024, l'équipe rejoint le World Tour. La saison commence par la victoire de deux étapes et du général du Santos Tour Down Under par Sarah Gigante.
Au printemps, le couple den Ouden-Knaven quitte l'équipe, reprenant la structure et le nom NXTG racing de l'équipe junior. Cette structure sera alors accompagnée par l'équipe Fenix-Deceuninck. L'équipe espoir reste, elle, dans la structure comme équipe de développement sous  le nom d'AG Insurance-Soudal U23.

## Classements UCI
Ce tableau présente les places des membres de l'équipe et de l'équipe aux classements de l'Union cycliste internationale en fin de saison.
| Classement UCI | Classement UCI         | Classement UCI                              | Classement UCI |
| Année          | Classement par équipes | Meilleure coureuse au classement individuel |                |
| -------------- | ---------------------- | ------------------------------------------- | -------------- |
| 2020           | 31e                    | Shari Bossuyt (116e)                        |                |
| 2021           | 24e                    | Charlotte Kool (88e)                        |                |
| 2022           | 19e                    | Ally Wollaston (72e)                        |                |
| 2023           | 12e                    | Ashleigh Moolman (19e)                      |                |
| 2024           | 14e                    | Ashleigh Moolman (45e)                      |                |
|                |                        |                                             |                |
| Source : UCI   |                        |                                             |                |

L'équipe est également classée sur l'UCI World Tour féminin.
| UCI World Tour | UCI World Tour         | UCI World Tour                              | UCI World Tour |
| Année          | Classement par équipes | Meilleure coureuse au classement individuel |                |
| -------------- | ---------------------- | ------------------------------------------- | -------------- |
| 2020           | 27e                    | Charlotte Kool (138e)                       |                |
| 2021           | 19e                    | Charlotte Kool (104e)                       |                |
| 2022           | 19e                    | Julia Borgström (67e)                       |                |
| 2023           | 17e                    | Ashleigh Moolman (20e)                      |                |
| 2024           | 11e                    | Sarah Gigante (24e)                         |                |
|                |                        |                                             |                |
| Source : UCI   |                        |                                             |                |

## Encadrement
En 2020, le directeur sportif de l'équipe est Kelvin Dekker, son adjoint est Huub Duijn tandis que la représentante auprès de l'UCI est Natascha den Ouden. En 2021, elle est remplacée par Marion Cocq. Wim Stroetinga et Brent Van Ballenberghe deviennent également directeur sportif adjoint. En 2022, la directrice sportive est Jolien D'Hoore. Elle est assistée par Servais Knaven et Christian Kos,.

## L'équipe en 2025

### Effectif
| Effectif 2025                | Effectif 2025     | Effectif 2025  | Effectif 2025                                    |
| Cycliste                     | Date de naissance | Pays           | Équipe précédente                                |
| ---------------------------- | ----------------- | -------------- | ------------------------------------------------ |
| Kimberley Le Court de Billot | 23 mars 1996      | Maurice        | Bizkaia-Durango (2016)                           |
| Fauve Bastiaenssen           | 22 octobre 1997   | Belgique       | Lotto Dstny Ladies (2024)                        |
| Mireia Benito                | 30 décembre 1996  | Espagne        | Massi Tactic (2022)                              |
| Leonie Bentveld              | 17 avril 2004     | Pays-Bas       | Duolar-Chevalmeire (2023)                        |
| Julia Borgström              | 9 juin 2001       | Suède          | Team Rytger powered by Cykeltøj-Online.dk (2019) |
| Alana Castrique              | 8 mai 1999        | Belgique       | Cofidis (2024)                                   |
| Lore De Schepper             | 12 novembre 2005  | Belgique       | AG Insurance-Soudal NXTG (2024)                  |
| Justine Ghekiere             | 14 mai 1996       | Belgique       | Plantur-Pura (2022)                              |
| Sarah Gigante                | 6 octobre 2000    | Australie      | Movistar Team (2023)                             |
| Marthe Goossens              | 4 mai 2002        | Belgique       | Multum Accountants (2022)                        |
| Anya Louw                    | 16 octobre 2000   | Australie      | ARA-Pro Racing Sunshine Coast (2021)             |
| Alexandra Manly              | 28 février 1996   | Australie      | Liv AlUla Jayco (2024)                           |
| Gaia Masetti                 | 26 octobre 2001   | Italie         | Top Girls Fassa Bortolo (2021)                   |
| Ashleigh Moolman             | 9 décembre 1985   | Afrique du Sud | SD Worx (2022)                                   |
| Ilse Pluimers                | 29 avril 2002     | Pays-Bas       |                                                  |
| Nicole Steigenga             | 27 janvier 1998   | Pays-Bas       | Coop-Hitec Products (2022)                       |
| Julie Van de Velde           | 2 juin 1993       | Belgique       | Fenix-Deceuninck (2023)                          |
| Gladys Verhulst              | 2 janvier 1997    | France         | FDJ-Suez (2024)                                  |
| Urška Žigart                 | 4 décembre 1996   | Slovénie       | Liv AlUla Jayco (2024)                           |
|                              |                   |                |                                                  |
| Source : ProCyclingStats     |                   |                |                                                  |

### Victoires
| Victoires | Victoires | Victoires | Victoires | Victoires | Victoires |
| Date      | Course    | Pays      | Classe    | Vainqueur |           |
| --------- | --------- | --------- | --------- | --------- | --------- |